# Chiesa di San Pietro (Cadenazzo)
La chiesa parrocchiale di Pietro è un edificio religioso che si trova a Cadenazzo, in Canton Ticino.

## Storia
La costruzione viene citata per la prima volta in documenti risalenti al 1363, anche se nel corso dei secoli è stato più volte rimaneggiato, anche in modo molto sostanziale.

## Descrizione
La chiesa si presenta con una pianta a croce, risultato dell'ultimo rimaneggiamento del 1840, coperta con volta a lunetta e cupola.